# Gilberto Yearwood
Gilberto Gerónimo Yearwood est un footballeur hondurien né le 15 mars 1956 à La Lima (Honduras).
En 1977, il participa au premier championnat du monde junior avec son équipe nationale. Il fit partie de la sélection hondurienne qui participa au Mundial 1982.